# Vijvere
Vijvere is de naam van een legendarische verdwenen stad die ooit tussen Kessenich en Thorn in het grensgebied van Belgisch en Nederlands Limburg gelegen zou hebben.
Volgens de sage lag ooit in de buurt van Kessenich een grote stad met de naam Vijvere. De inwoners van de stad leidden een goddeloos leven. Ze bestolen en bedrogen elkaar, waren vreselijk ijdel en vloekten de hele tijd. Op een dag sleurde de duivel Vijvere mee naar de hel.
Verschillende latere bewoners van de streek beweerden dat ze de inwoners van Vijvere soms nog konden horen jammeren. 's Nachts hoorde men naar verluidt soms de klokken van de verzonken stad luiden. Volgens de legende kan men soms nog de kerktoren met gouden haan uit het moeras zien steken. Op een plaats waar turf werd gestoken heeft men hoefijzers gevonden, wat er op zou kunnen wijzen dat daar ooit paarden hadden gelopen.
De streek tussen Kessenich en Thorn, aan de oevers van de Maas, is rijk aan vijvers, zoals de Grote Hegge en de Munsterse Speije. Deze vijvers zijn in de tweede helft van de 20e eeuw ontstaan door grindwinning. Het is mogelijk dat op die plaats in een ver verleden ooit woningen stonden, wat tot het ontstaan van de sagen over Vijvere geleid kan hebben.